# Michael von Koch
Michael von Koch, född 27 december 1919 i Djursholm, död 16 januari 2019, var en svensk jurist som var lagman i Södra Roslags tingsrätt från 1973 till 1986.
von Koch blev juris kandidat vid Uppsala universitet 1946 och genomförde sin tingstjänstgöring 1946-1949 innan han blev fiskal i Svea hovrätt 1950. Han blev hovrättsråd 1966, tjänstgjorde i Justitiedepartementet 1967-1968. Han var mellan 1968 och 1973 hyresråd och chef för hyresnämnden i Stockholm, Uppsala och  Gotland samt var lagman i Södra Roslags tingsrätt 1973-1986.
von Koch var son till häradshövding Ragnar von Koch och han maka Eva, född Plym-Forsell. Han var gift från 1947 med Ann-Catrine, bokförläggare, född Curman 1923.